# Liocarcinus
Genre
Liocarcinus est un genre de crabes de la famille des Polybiidae (des Carcinidae ou des Portunidae selon les classifications). Il comporte douze espèces actuelles et sept fossiles.

## Liste des espèces
Selon Systema Brachyorum et World Register of Marine Species (27 décembre 2016) (pour les espèces actuelles) :
- Liocarcinus bolivari (Zariquiey Alvarez, 1948)
- Liocarcinus corrugatus (Pennant, 1777) - Étrille fripée (ou frippée)
- Liocarcinus depurator (Linnaeus, 1758) - Étrille à pattes bleues
- Liocarcinus holsatus (Fabricius, 1798) - Crabe nageur
- Liocarcinus maculatus (Risso, 1827)
- Liocarcinus marmoreus (Leach, 1814)
- Liocarcinus navigator (Herbst, 1794) - Étrille arquée
- Liocarcinus pusillus (Leach, 1815) - Petit portune
- Liocarcinus rondeletii (Risso, 1816)
- Liocarcinus subcorrugatus (A. Milne-Edwards, 1861)
- Liocarcinus vernalis (Risso, 1816) - Étrille lisse ou Étrille cendrée
- Liocarcinus zariquieyi Gordon, 1968
- †Liocarcinus atropatanus (Aslanova & Dschafarova, 1975)
- †Liocarcinus kuehni (Bachmayer, 1953)
- †Liocarcinus lancetidactylus (Smirnov, 1929)
- †Liocarcinus oroszyi (Bachmayer, 1953)
- †Liocarcinus praearcuatus Müller, 1996
- †Liocarcinus rakosensis (Lőrenthey in Lőrenthey & Beurlen, 1929)

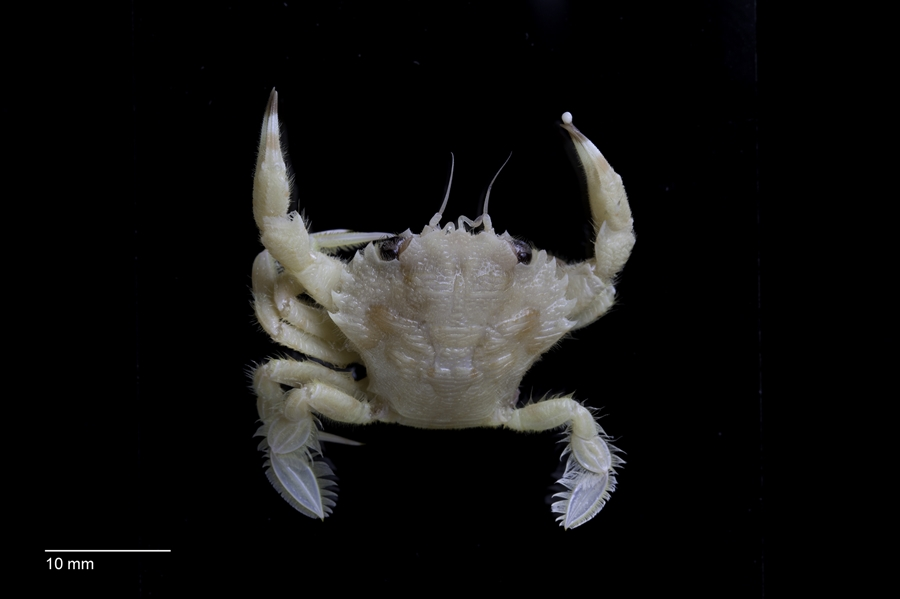
Liocarcinus corrugatus
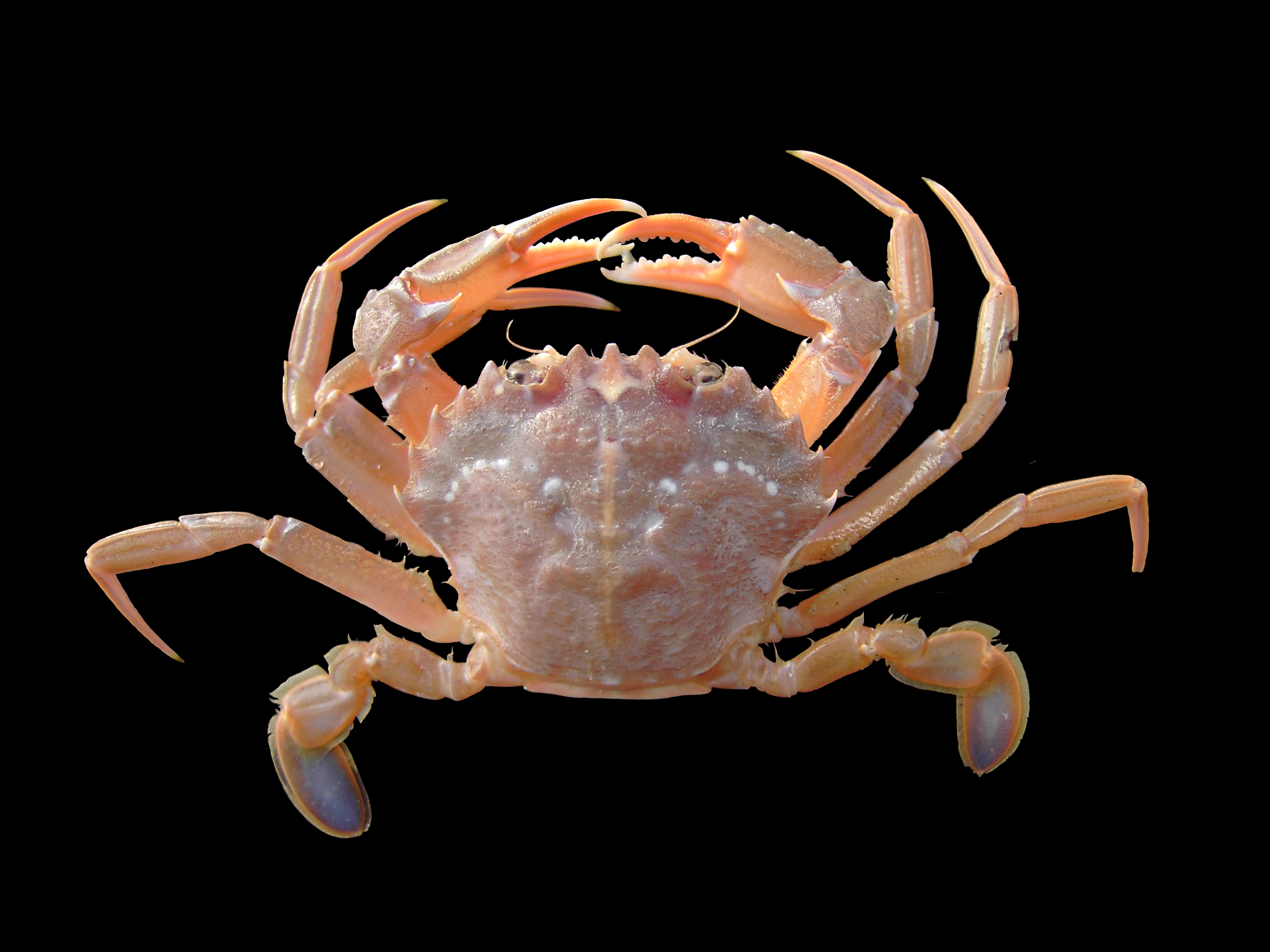
Liocarcinus depurator
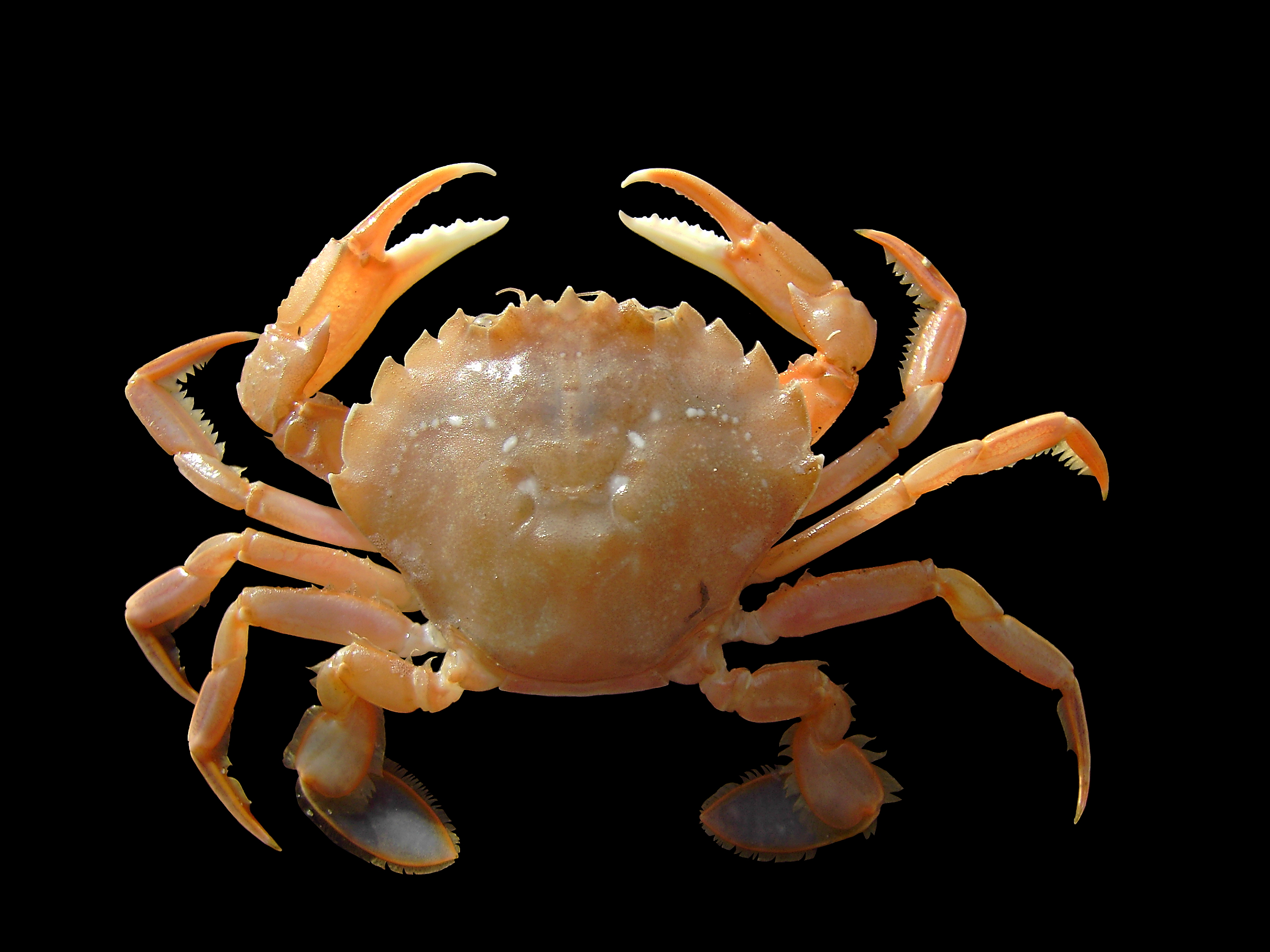
Liocarcinus holsatus
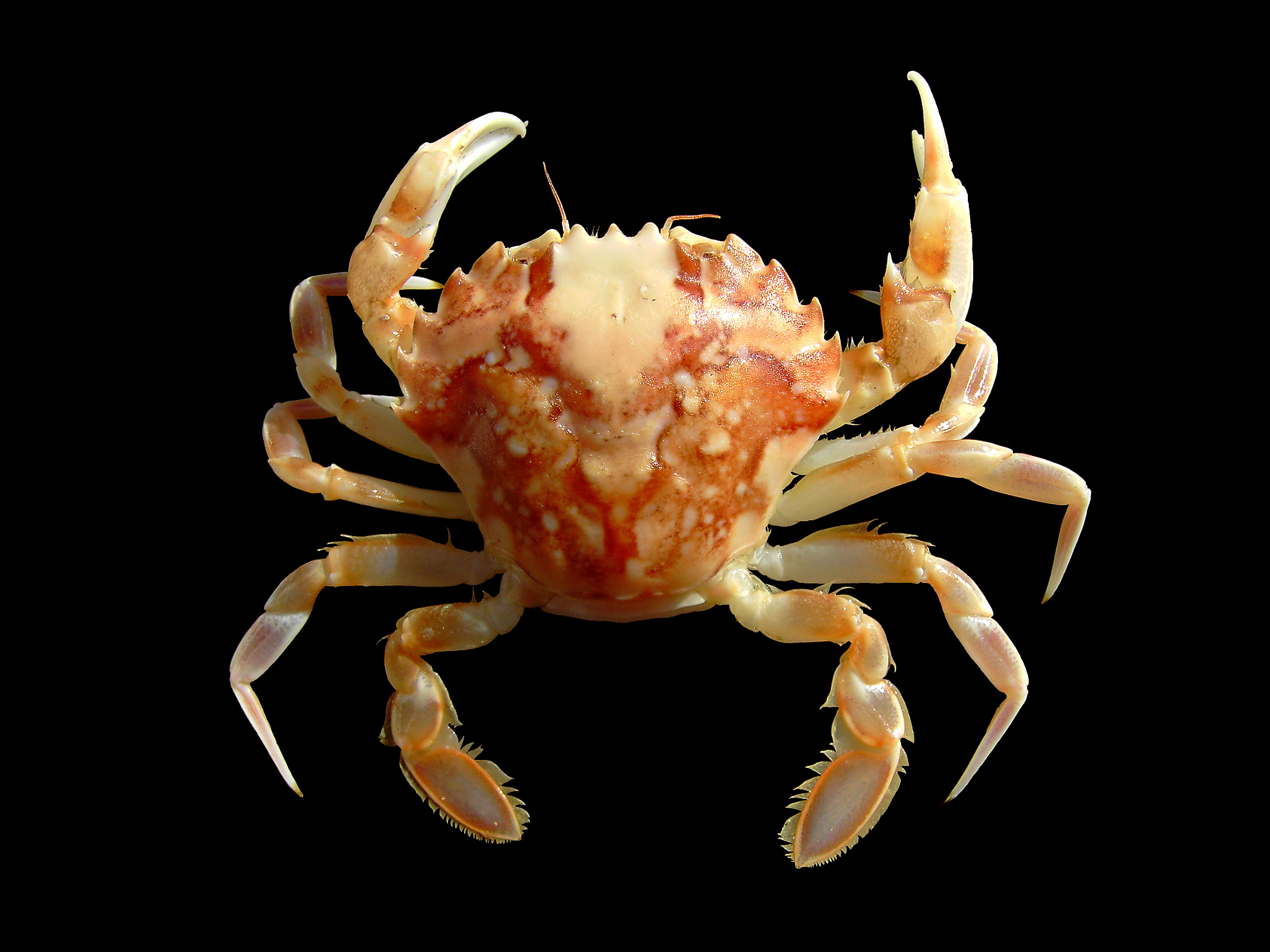
Liocarcinus marmoreus
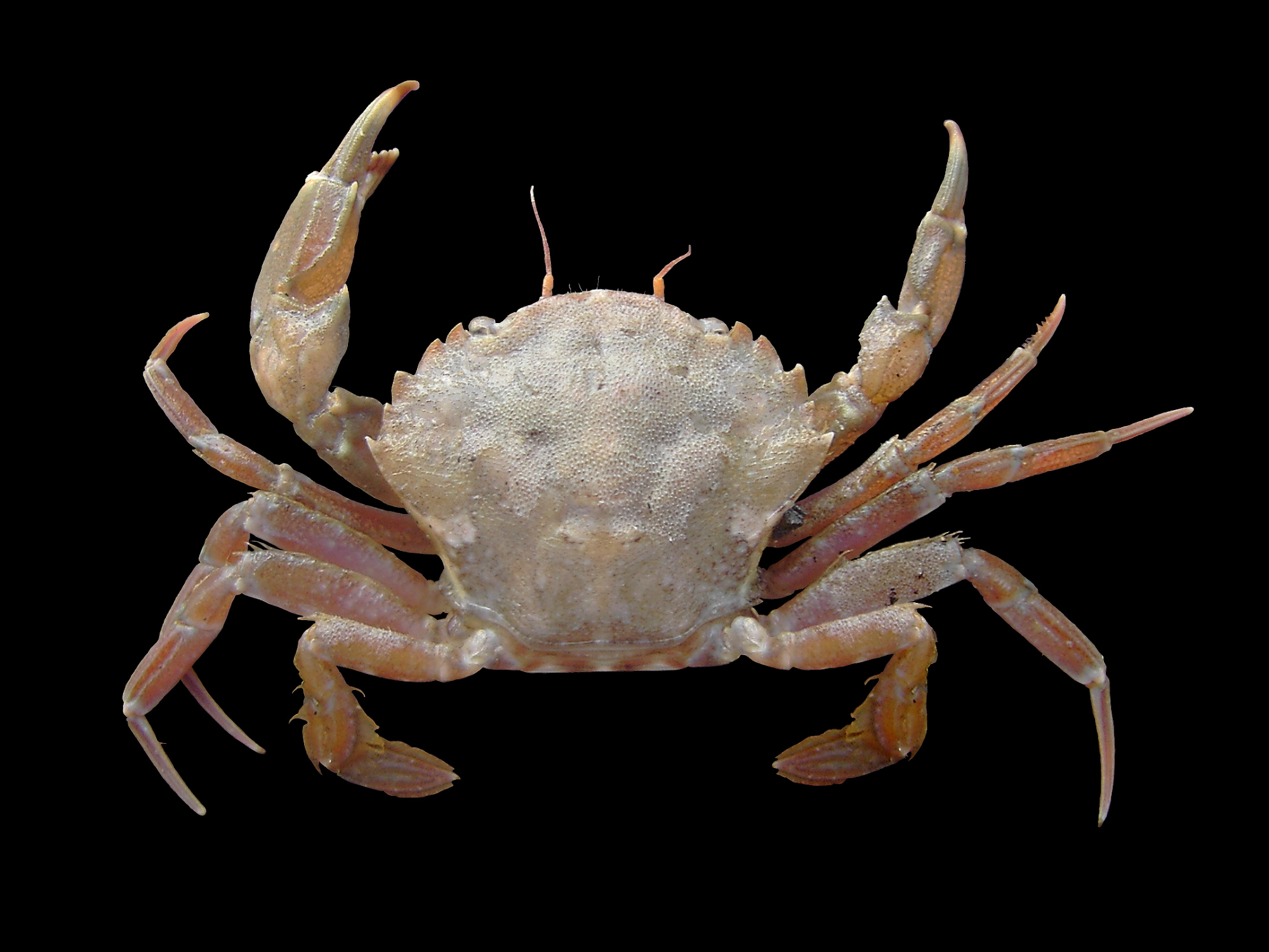
Liocarcinus navigator
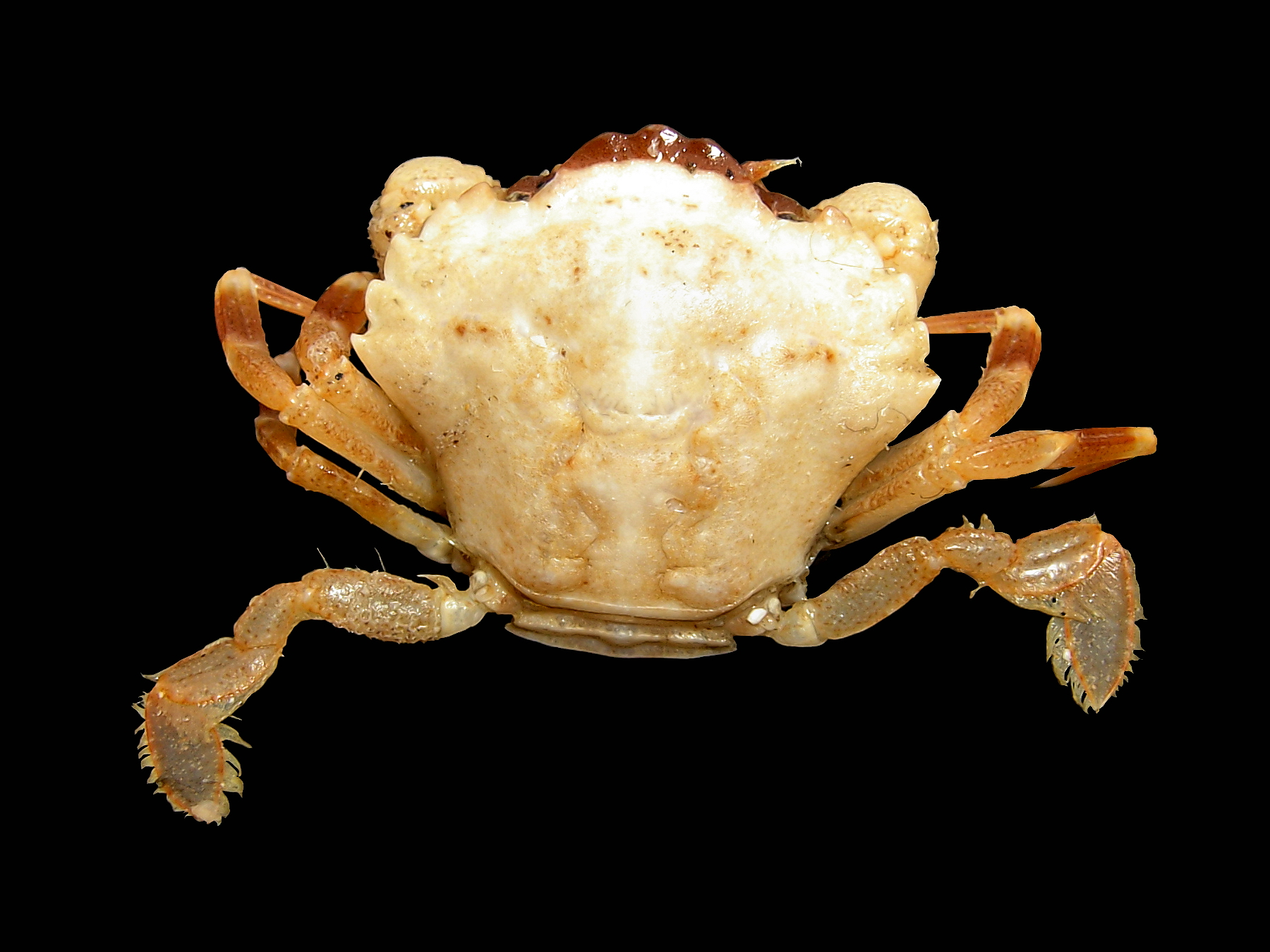
Liocarcinus pusillus
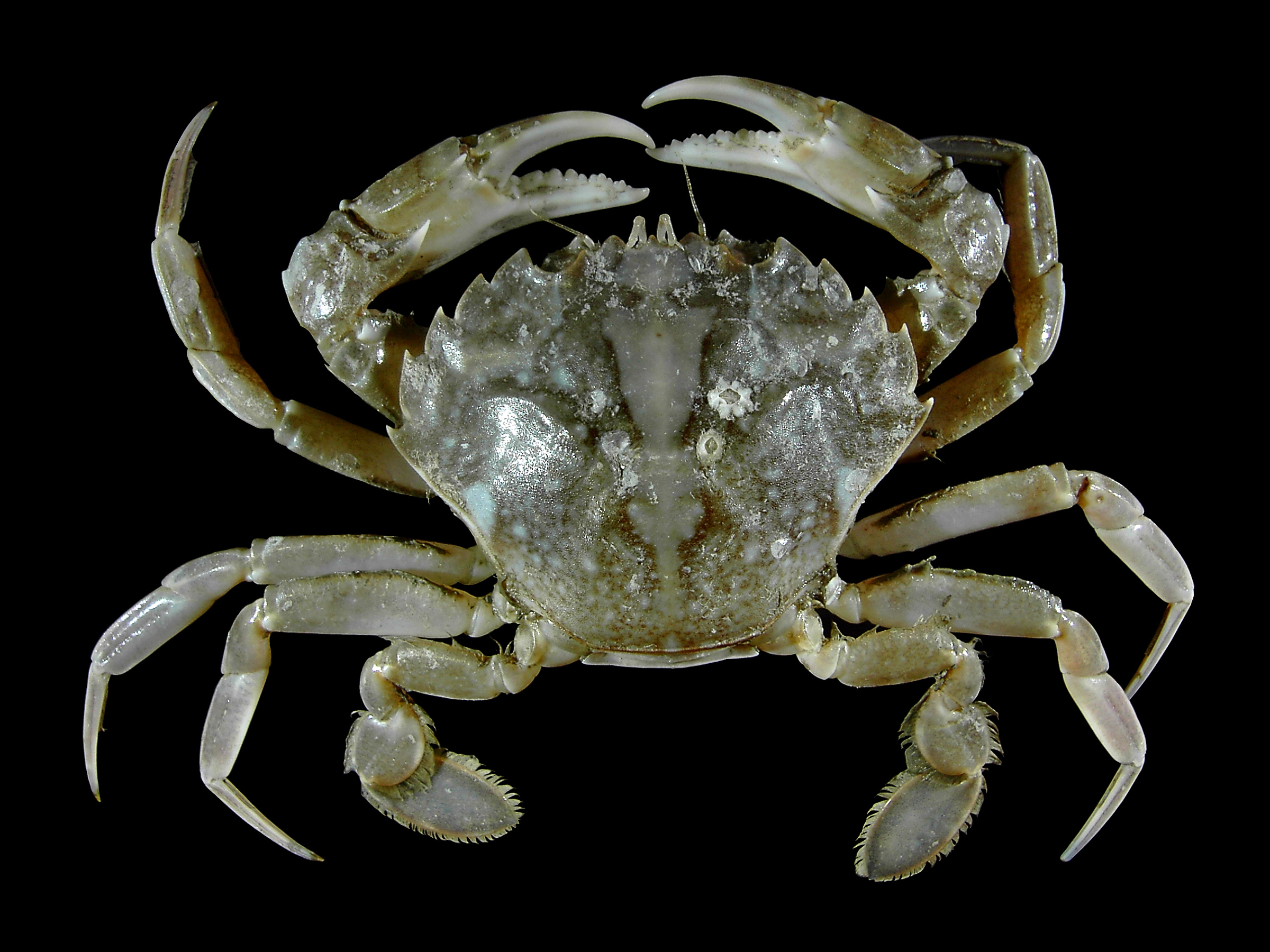
Liocarcinus vernalis

## Référence
Stimpson, 1871 : Preliminary report on the Crustacea dredged in the Gulf Stream in the Straits of Florida by L.F. de Pourtales, Assist. U. S. Coast Survey. Part I. Brachyura. Bulletin of the Museum of Comparative Zoölogy at Harvard College, vol. 2, p. 109–160.

## Source
- Ng, Guinot & Davie, 2008 : Systema Brachyorum: Part I. An annotated checklist of the extant Brachyuran crabs of the world. The Raffles Bulletin of Zoology Supplement Series, vol. 17 p. 1-286.